# Греція на літніх Олімпійських іграх 2008
Греція на літніх Олімпійських іграх 2008 була представлена 156 спортсменами в 22 видах спорту і виборола 13 медалей.

## Медалісти
Срібло
| Срібло |                                       |                         |
| №      | Спортсмени                            | Вид спорту (дисципліна) |
| 1      | Дімітріос Мугіос та Василіс Полімерос | Веслувальний спорт      |
| 2      | Александрос Ніколаїдіс                | Тхеквондо               |

Бронза
| Бронза |                                                       |                         |
| №      | Спортсмени                                            | Вид спорту (дисципліна) |
| 1      | Софія Бекатору, Віргінія Краваріоті, Софія Пападопулу | Інглінг                 |
| 2      | Хрисопії Деветзі                                      | Потрійний стрибок       |